# Heliconius clelia
Heliconius clelia är en fjärilsart som beskrevs av Heinrich Neustetter 1927. Heliconius clelia ingår i släktet Heliconius och familjen praktfjärilar. Inga underarter finns listade i Catalogue of Life.